# Système universitaire de télévision Canal 15
Pour les articles homonymes, voir Canal 15 (homonymie).

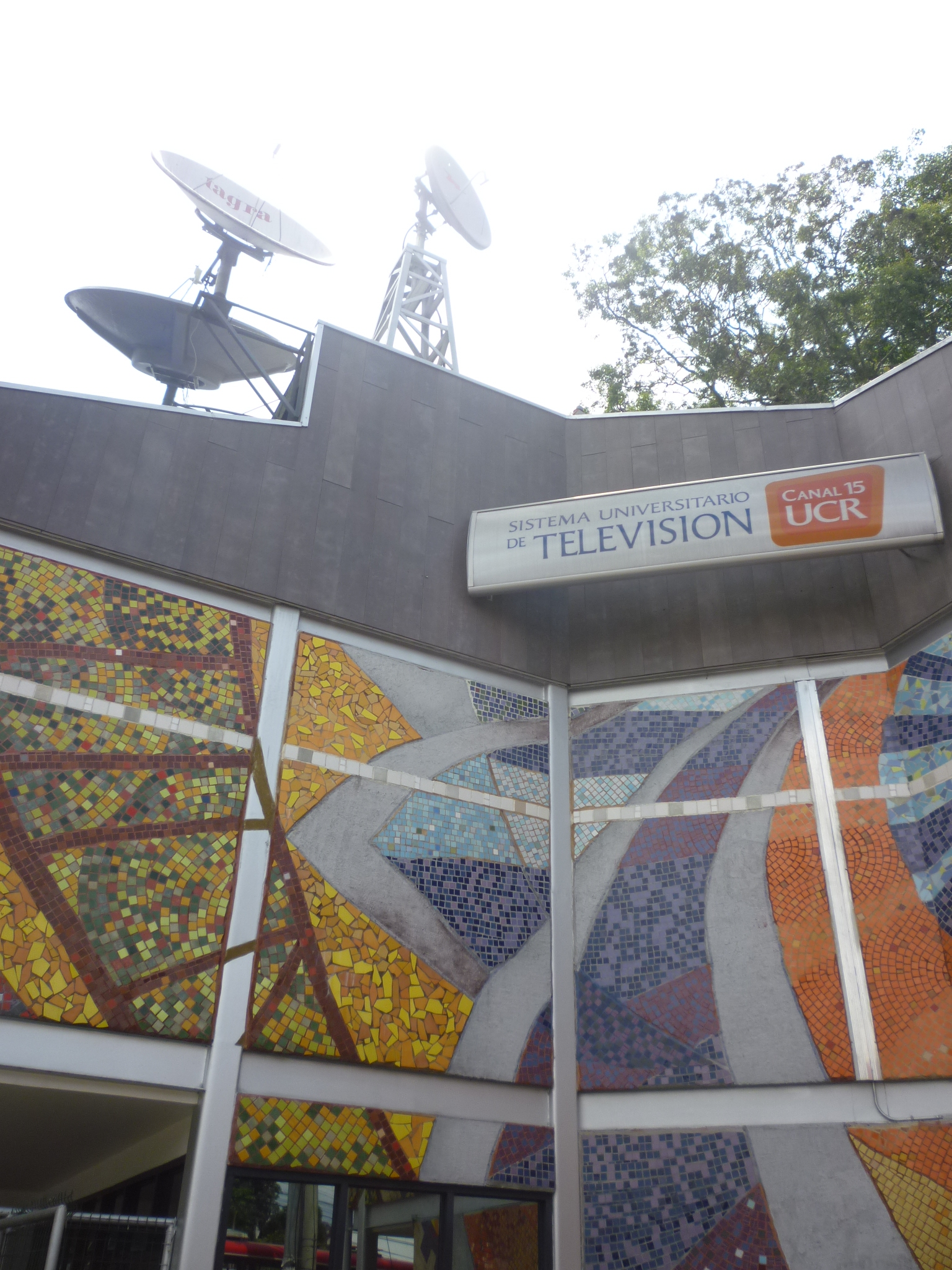

Canal 15 est la chaîne de télévision  éducative et culturelle de l'université du Costa Rica, avec des programmes réalisés sur la base du savoir, la responsabilité et la créativité, à travers des productions originelles et coproductions, et au moyen de l'acquis des droits de programmes nationaux et internationaux.

## Histoire
Le système universitaire de télévision, Canal 15, a été fondé en août 1982, selon l'accord du Conseil Universitaire lors de la séance 2928-01. Cette chaîne de télévision a été inaugurée par Eugenio Rodríguez, ministre de l'Éducation en 1982.
Le but principal de la création de la Canal 15 est la divulgation des programmes scientifiques, humanistes, journalistiques, éducatifs et de divertissement, mettant en valeur ceux qui  sont liés à la réalité costaricienne. En même temps, Canal 15 a l'intention de créer un espace pour la promotion du dialogue et de la libre expression des idées et des opinions, ainsi que de la coexistence des différentes idéologies et courants de la pensée philosophique, religieuse, politique et culturelle, sans autre limitation que le respect mutuel. On cherche, donc, à offrir une source  de télévision alternative.

## Mission et vision
Le système universitaire de télévision Canal 15 est un moyen de communication collectif de l'Université du Costa Rica, conçu pour produire et divulguer des programmes éducatifs et culturels.

### Mission
Servir comme moyen de divulgation de la culture universelle et comme moyen d'expression sociale, scientifique, artistique et intellectuelle des Costariciens.

### Vision
Constituer un patrimoine humain et technologique orienté à appuyer et diffuser la production audiovisuelle qui puisse sauver, préserver et recréer une image de l'identité nationale, ses mœurs, idéologies, formes de vie, du côté social aussi bien que du côté spirituel.

## Programmation

### Programmes propres
Canal 15 a 18 programmes à production propre, la plupart d'entre eux avec deux ou plus sections qui sont aussi produites par le personnel de la chaîne : Economía y Sociedad, Era Verde, Especiales del 15, Espectro, Forjadores, Girasol, Lunes de Cinemateca, Materia Gris, Música por Inclusión, Música Progresiva, Nexos, Palabra de Mujer, Por siempre Cine, Puntos de Vista y Salud para Todos.

### Programmes internationaux
Telemed, Aventura de la medicina, La tecnología entre hoy y mañana, Economía Global, La Conquista del Espacio, Perfiles, A Fondo, Arquitectura 21, El adiós al petróleo - Las energías del futuro, Negocios con los cinco sentidos, Expedición al mundo animal, La nobleza del empeño, Super Volcano I y II parte, Odisea espacial I y II parte, Cómo construir un humano. Creación, Predicción, Los secretos del sexo, Juventud eterna, Cinco maneras del salvar el mundo, El divino Miguel Angel I y II parte, Leonardo Da Vinci: El hombre que quería saberlo todo y Engaños peligrosos.
Sur la liste présentée figurent des séries acquises de la productrice allemande Transtel, qui font partie de la programmation de Canal 15. La chaîne offre l'alternative de retransmettre  des   programmes d'intérêt spécial en remplissant un formulaire en ligne pour solliciter l'émission requise.

## Associés
- Deutsche Welle
- ATEI
- BBC